# Bratři Platzerové
Bratři Thaddäus a Leopold Platzerové (Thaddäus 1774–1844) (Leopold ?–1853) byli obživou nožíři, ale též kreslíři, kartografové a kronikáři, kteří výrazným způsobem přispěli k obohacení kulturního života první poloviny 19. století v Karlových Varech a k uchování historických skutečností Karlovarska.

## Život
Předkové bratří Platzerů pocházeli z Plzeňska a do Karlových Varů přišli v 18. století. Jejich rod byl pokrevně spřízněn s rodinou proslulých pražských sochařů Platzerů. V Karlových Varech se bratři zařadili do řemeslnického cechu nožířů. Patřili k vynikajícím nožířům, o čemž svědčí jejich zakázky pro vídeňský císařský dvůr, pro který vyrobili nejjemnější chirurgické nástroje (např. skalpely).

## Činnost
Bratři Platzerové byli všestranní umělci. Kromě svého řemesla, kde zhotovili mnoho mistrovských kusů, se věnovali kreslení. Vytvořili mnoho akvarelů a předloh k rytinám, jejichž velká část je uložena ve sbírkách karlovarského muzea. K různým společenským událostem vytvářeli plakáty, slavobrány či transparenty. Byli první na Karlovarsku, kdo zmapoval město a jeho okolí. Své mapy si nejprve vydávali sami, později pro tisk obrazů, map a plánů využívali karlovarskou Franieckovu tiskárnu. Jejich malířské, kreslířské a kartografické práce byly pak vkládány do různých lázeňských průvodců.
V roce 1835 vydali vůbec první karlovarský adresář. Též sepsali přehled děkovných nápisů a oslavných básní, které městu věnovali vděční návštěvníci lázní. Tato práce však nebyla vydána tiskem, existuje pouze v rukopise a je uložena v knihovně karlovarského muzea. Také napsali divadelní hru Objevení Karlových Varů císařem Karlem IV., karlovarské divadlo ji uvedlo v roce 1828.
Velký přínos bratří Platzerů pro regionální písemnictví je sepsání velké městské kroniky. Obsahuje události rozmezí let 1826–1845 a je v ní mnoho statí, které mohou historiografii Karlových Varů přinést důležité poznatky. Platzerové do kroniky též vložili své nejlepší plány a mapy, akvarely a rytiny. Je tam také řada vlepených letáků, příležitostných tisků, divadelních programů a básní. To vše společně dává tušit atmosféru tehdy vzkvétajícího lázeňského města. Kronika však nikdy nevyšla tiskem. Je uložena ve Státním okresním archivu v Karlových Varech.